# Campionati del mondo di ciclismo su pista 1968
I Campionati del mondo di ciclismo su pista 1968 si svolsero nell'agosto 1968 a Roma, in Italia, e a Montevideo, in Uruguay.

## Medagliere
| Posiz. | Nazione          | Oro | Argento | Bronzo | Totale |
| ------ | ---------------- | --- | ------- | ------ | ------ |
| 1      | Italia           | 5   | 0       | 4      | 9      |
| 2      | Unione Sovietica | 2   | 1       | 1      | 4      |
| 3      | Danimarca        | 2   | 1       | 0      | 3      |
| 4      | Belgio           | 1   | 2       | 1      | 4      |
| 5      | Regno Unito      | 1   | 1       | 0      | 2      |
| 6      | Paesi Bassi      | 0   | 3       | 1      | 4      |
| 7      | Svizzera         | 0   | 1       | 1      | 2      |
| 8      | Stati Uniti      | 0   | 1       | 0      | 1      |
| 8      | Argentina        | 0   | 1       | 0      | 1      |
| 10     | Germania Ovest   | 0   | 0       | 1      | 1      |
| 10     | Giappone         | 0   | 0       | 1      | 1      |
| 10     | Svezia           | 0   | 0       | 1      | 1      |
|        | Totale           | 11  | 11      | 11     | 33     |